# Hundimiento del tercer depósito del Canal de Isabel II

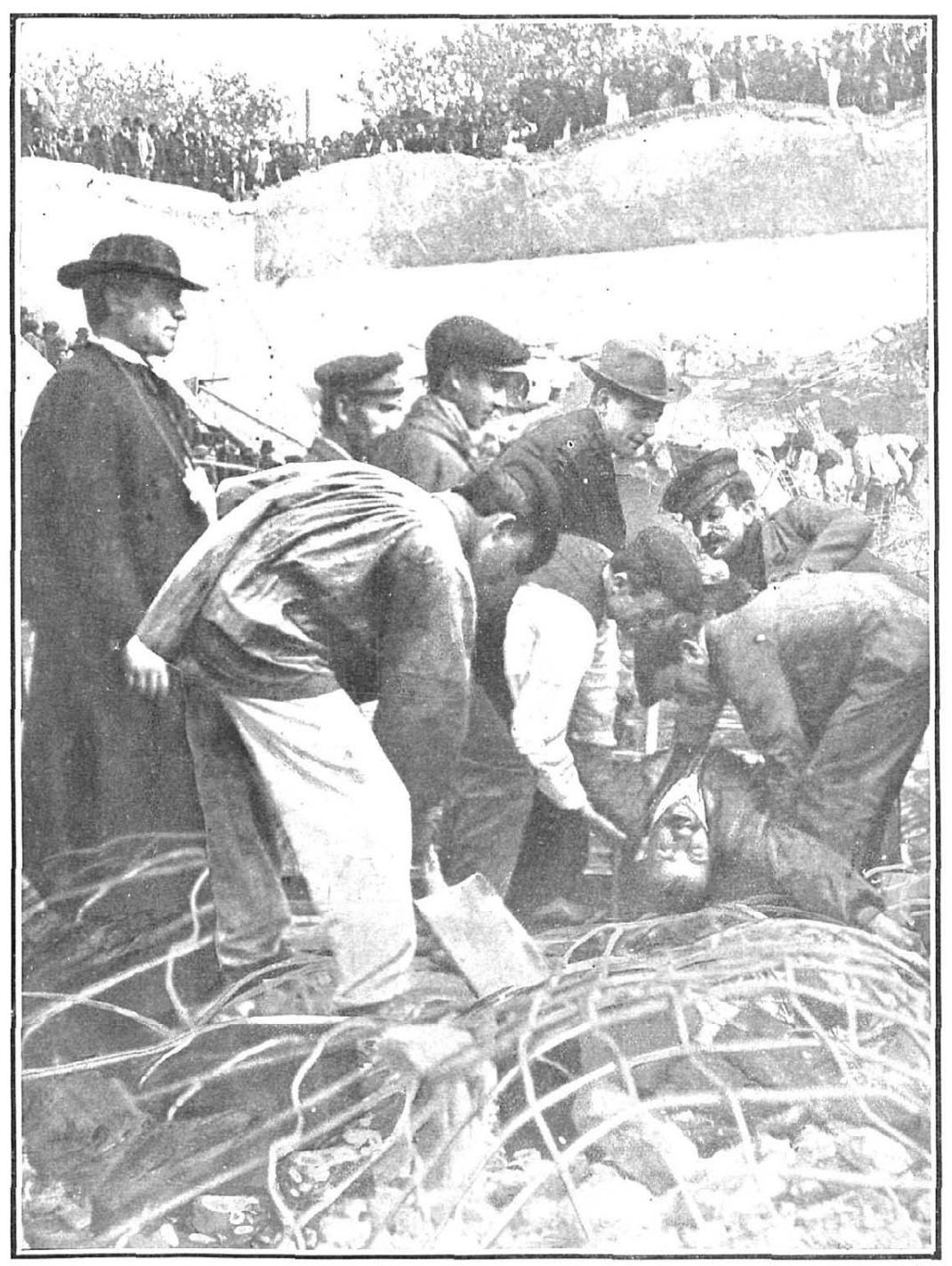
La extracción de los cadáveres; grupo de obreros en el momento de sacar de entre los escombros el cadáver de una de las víctimas (fotografía de Francisco Goñi).

El hundimiento del tercer depósito del Canal de Isabel II se produjo una calurosa mañana de 8 de abril de 1905 en Madrid. La catástrofe se llevó la vida de 30 trabajadores, dejando más de 50 heridos de gravedad.
El proyecto para el depósito había sido aprobado por orden de 20 de agosto de 1898. Tras la aparición de problemas en la obra en cuanto a la consolidación del terreno, con la aparición de socavones, se decidió emplear una cubierta de hormigón armado, hasta entonces inédito en España en una obra de tal magnitud. El ingeniero encargado del proyecto fue José Eugenio Ribera. Los primeros días de abril de 1905 fueron anormalmente calurosos. El derrumbe de la cubierta de hormigón tuvo lugar a las 7:15 de la mañana del día 8.
Hubo debate entre las causas de la catástrofe. El siniestro produjo la indignación entre la clases populares, que, influidos por la prensa madrileña como El Liberal señalaron como culpable de la tragedia a los recortes del contratista en detrimento de la seguridad de los trabajadores. Encausados el ingeniero José Eugenio Ribera (Melquíades Álvarez sería su abogado, mientras que José Echegaray intervino como perito de la defensa), Alfredo Álvarez Cascos y Carlos Santamaría, el juicio tuvo lugar dos años más tarde, en 1907. Se acabaría absolviendo a los tres procesados.
Antonio Burgos Núñez sostiene que entre los errores que condujeron al siniestro se encontraron la falta de arriostramientos transversales en el proyecto, cierta precipitación en el concurso de adjudicación, y la retirada de tierra de las bóvedas durante las pruebas de resistencia, exponiendo al hormigón a efectos térmicos.